# Lucius-Duquesnes Gustave
Lucius-Duquesnes Gustave, né le 24 octobre 1893 à Sainte-Anne (Guadeloupe), où il est mort le 15 juillet 1972, est un ancien sénateur français représentant le Togo au Sénat français de 1946 à 1952.

## Biographie
En 1917, après son baccalauréat, Lucius-Duquesnes Gustave s'engage en Guadeloupe comme commis-auxiliaire des travaux publics. Il décroche son diplôme de l'ESTP, commence sa carrière comme conducteur de travaux des travaux publics des Colonies, et devient ingénieur en 1933.
Lucius-Duquesnes Gustave devient chef d'arrondissement à Basse-Terre, puis chef de service de la Guadeloupe de 1935 à 1939. En 1942, il est affecté chef du service de la production industrielle à Dakar, puis adjoint au directeur des travaux publics au Togo.
Lucius-Duquesnes Gustave se présente sous l'étiquette SFIO au Conseil de la République en 1946. Il élu sénateur le 23 décembre 1946. Il siège aux commissions de la France d outre-mer, affilié au groupe socialiste. En 1947, il est rapporteur de la Commission de la production sur la proposition de loi sur la sécurité sociale pour les miniers. Il est aussi chargé par la Commission de la France de dresser un rapport sur la protection des câbles sous-marins.
Son mandat s'achève le 18 mai 1952. Il se retire alors de la vie politique.

## Autres mandats
- Président de la Ligue des droits de l'homme à Basse-Terre[2]